# Acontia microptera
Acontia microptera là một loài bướm đêm trong họ Noctuidae.